# Astaena
Astaena är ett släkte av skalbaggar. Astaena ingår i familjen Melolonthidae.

## Dottertaxa tillAstaena, i alfabetisk ordning[1]
- Astaena abaca
- Astaena abcora
- Astaena acuticollis
- Astaena aequatorialis
- Astaena andicola
- Astaena andina
- Astaena apolinarmaria
- Astaena argentina
- Astaena bahiana
- Astaena baroni
- Astaena biciliata
- Astaena bogotana
- Astaena boliviana
- Astaena boliviensis
- Astaena brasiliana
- Astaena brasiliensis
- Astaena bruchi
- Astaena callosipygus
- Astaena capillata
- Astaena castanea
- Astaena catharinensis
- Astaena clypealis
- Astaena cochabamba
- Astaena cognata
- Astaena columbiana
- Astaena columbiensis
- Astaena conformis
- Astaena cordobana
- Astaena corumbana
- Astaena crassitarsis
- Astaena crinicollis
- Astaena cujabana
- Astaena divergens
- Astaena elongata
- Astaena excisicollis
- Astaena excisipes
- Astaena explaniceps
- Astaena exquisita
- Astaena fassli
- Astaena ferrugata
- Astaena ferruginea
- Astaena forsteri
- Astaena foveicollis
- Astaena fusagona
- Astaena glabroclypealis
- Astaena guanabarae
- Astaena heterophylla
- Astaena hiekei
- Astaena hirsuta
- Astaena hirtella
- Astaena incachaca
- Astaena insulana
- Astaena iridescens
- Astaena kuehnelti
- Astaena kuntzeni
- Astaena leechi
- Astaena lojana
- Astaena longicornis
- Astaena longula
- Astaena lurida
- Astaena macilenta
- Astaena maqueta
- Astaena marginicollis
- Astaena marginithorax
- Astaena micans
- Astaena montivaga
- Astaena moseri
- Astaena neglecta
- Astaena negligens
- Astaena nigrona
- Astaena nitens
- Astaena nitida
- Astaena nitidula
- Astaena oblonga
- Astaena obscurata
- Astaena obscurifrons
- Astaena ohausi
- Astaena opaca
- Astaena opalicauda
- Astaena opalipennis
- Astaena pauloensis
- Astaena pectoralis
- Astaena penai
- Astaena peruana
- Astaena peruensis
- Astaena pilicollis
- Astaena pilosa
- Astaena pilosella
- Astaena pinguis
- Astaena plaumanni
- Astaena postnodata
- Astaena pottsi
- Astaena producta
- Astaena pruinosa
- Astaena pubescens
- Astaena pusilla
- Astaena pygidia
- Astaena pygidialis
- Astaena robusta
- Astaena rockefelleri
- Astaena rosettae
- Astaena rotundiceps
- Astaena rufa
- Astaena rufescens
- Astaena ruficollis
- Astaena rugithorax
- Astaena salta
- Astaena santaecrucis
- Astaena saylori
- Astaena schereri
- Astaena schneblei
- Astaena semiopaca
- Astaena sericea
- Astaena setosa
- Astaena simulatrix
- Astaena sparsesetosa
- Astaena splendens
- Astaena sulcatipennis
- Astaena suturalis
- Astaena tarsalis
- Astaena tenella
- Astaena tenellula
- Astaena tomentosa
- Astaena tridentata
- Astaena truncaticeps
- Astaena tucumana
- Astaena tumidiceps
- Astaena valida
- Astaena vicina
- Astaena yungasa
- Astaena zischkai
- Astaena zyrota